# Place de la Révolution (Besançon)
Pour les articles homonymes, voir Place de la Révolution.
La place de la Révolution est la plus grande place de la ville de Besançon.
Lieu de vie apprécié des Bisontins, des étudiants et des touristes, elle comprend de nombreux bars et restaurants avec terrasse, ainsi que des commerces de centre-ville habituels. Elle est couramment appelée « place du Marché ».

## Situation et accès
La place est située au nord-ouest du quartier de la Boucle, qui forme avec le quartier Battant le centre historique de Besançon. Elle est à la jonction de la rue des Boucheries (direction Battant), la rue des Granges (direction cœur de la Boucle), et les rues Claude Goudimel et Gustave Courbet (direction parking Beaux-Arts).
La place est principalement piétonne bien que toujours accessible aux engins motorisés.
Elle est desservie par les lignes de tramway  T1  T2 . Il existe également une station VéloCité.

## Origine du nom
Son nom de place de la Révolution, lui a été donné en référence à la Révolution française de 1830.

## Historique
Cette place s'appelait place du Puits du Marché au Moyen Âge puis place Neuve au XVIIe siècle, place de l'Abondance à la Révolution de 1789, place de la Révolution depuis 1904.
Elle est restée longtemps la place Labourey, en souvenir du supplice qu'un certain Barthélemy Labourey y subit un jour de 1618. La destruction de sa maison par décision judiciaire eu pour effet d'agrandir d'autant la place.
Continuant à mépriser les noms officiels, les Bisontins l'appellent aujourd'hui place du Marché. En effet, le marché de Besançon y est implanté depuis toujours. Il se trouve désormais dans le bâtiment couvert  marché Beaux-Arts situé derrière le musée.
Lors de la crue du Doubs de 1910, elle fut submergée par endroits par deux mètres d'eau à l'instar du reste du centre-ville.
Conservée au titre de la protection du patrimoine, depuis 1986, la place de la Révolution a été réhabilitée en 2005.

## Bâtiments remarquables et lieux de mémoire
La place de la Révolution comprend un grand nombre de bâtiments administratifs et culturels importants dont le musée des beaux-arts et d'archéologie au Nord-Est, le complexe des Beaux-Arts comprenant le cinéma et le marché couvert, l'ancien conservatoire de Besançon ou encore le temple du Saint-Esprit. Les autres bâtiments sont des bâtiments bisontins typiques du XVIIIe siècle de trois ou quatre étages, en général des anciennes fermes et/ou des anciens commerces.
L'ensemble des bâtiments aux façades élégantes encadrant la place sont bâtis en pierre de Chailluz, lui conférant son unité.

### Ornements

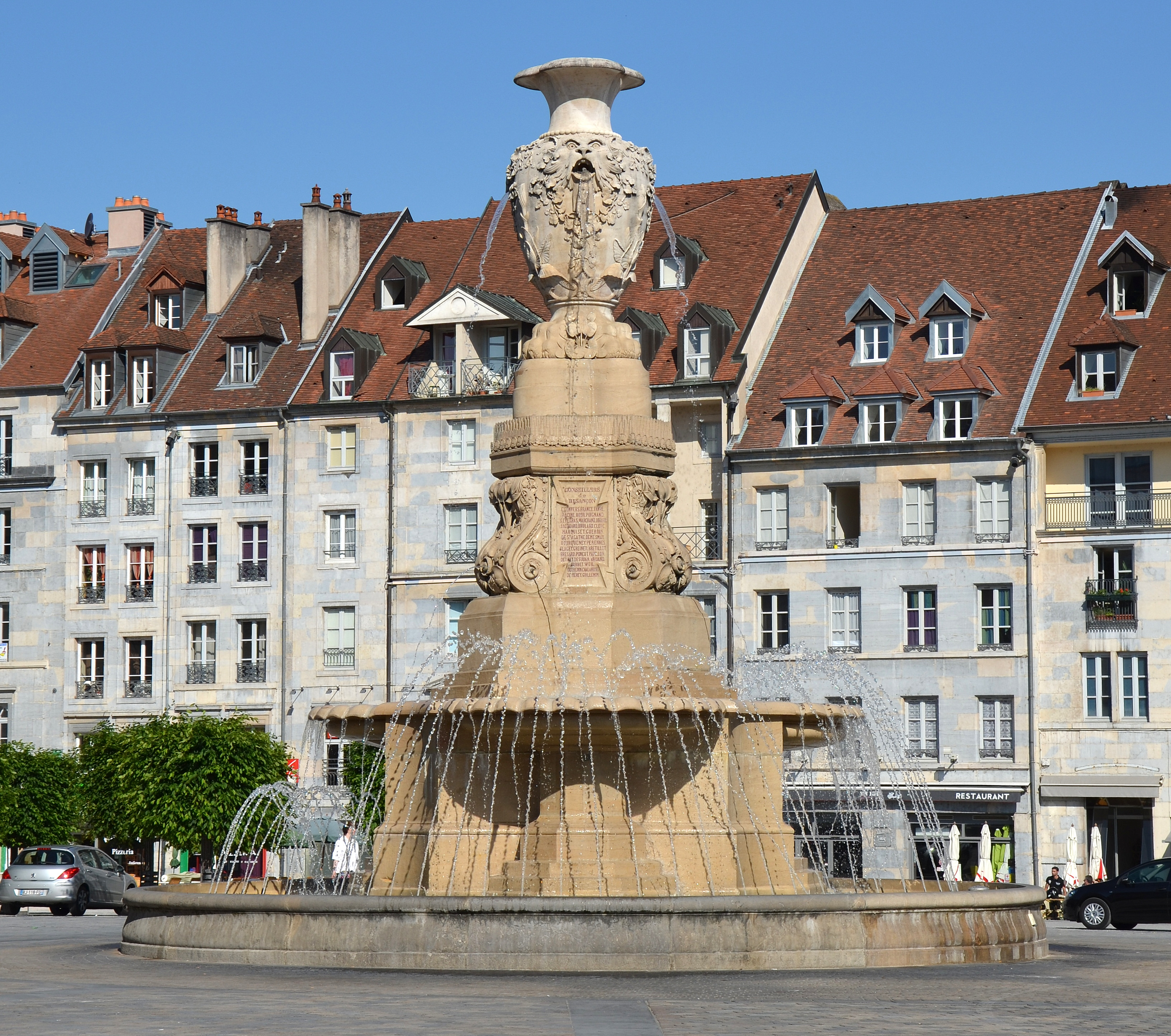
La fontaine des eaux d'Arcier.

La place de la Révolution a été réaménagée de nombreuses fois. Elle se présente actuellement comme une place minérale partiellement végétalisée au Sud-Ouest depuis sa réfection en 2005.
La fontaine des eaux d'Arcier est l'une des plus belles fontaines de la ville. Elle date de 1854, elle fut réalisée par Alphonse Delacroix, également sculpteur de la fontaine Bacchus dans le quartier Battant. Elle comportait alors une vasque de 4 mètres de diamètre, brisée en 1860 et jamais remplacée. Très endommagée, la fontaine fut réparée au début du XIXe siècle. Lors des derniers travaux de réaménagement de la place en 2005, elle fut réimplantée à une trentaine de mètres de son ancien emplacement, réhabilitée et modernisée, elle égaye désormais la place par ses jeux d'eau et de lumière.
Une sculpture en l'honneur de la militante féministe Jenny d'Héricourt , œuvre de Lili Reynaud Dewar, a été inaugurée le 8 mars 2025. Quatre femmes masquées avec le visage de l'écrivaine symbolisent les 4 étapes de sa vie : son métier d’enseignante, celui de soignante, son activité de révolutionnaire féministe et son œuvre littéraire.

### Évènements

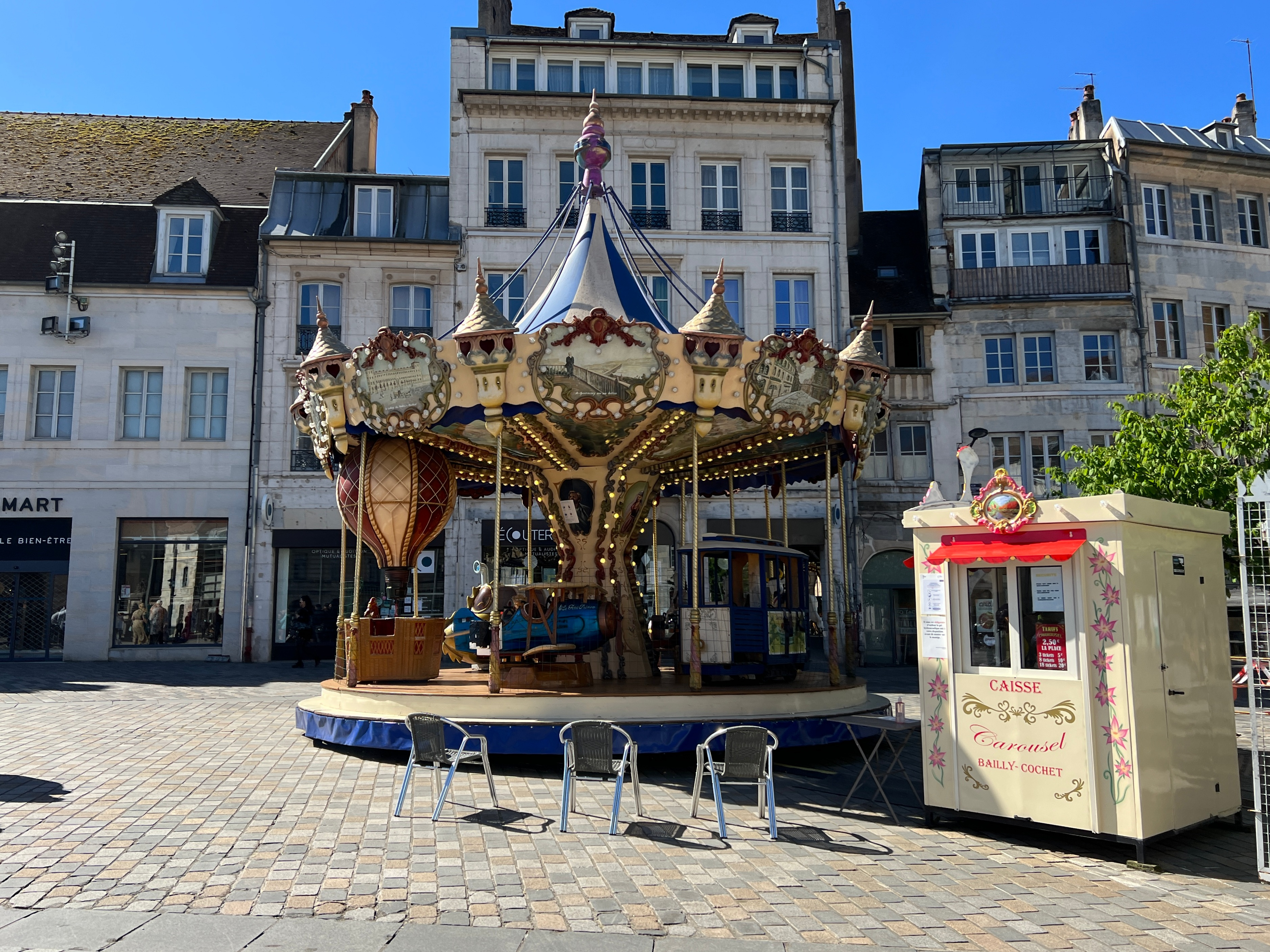
Le carrousel de la place.

Tout au long de l'année, un certain nombre de manifestations ont lieu place de la Révolution. Des concerts y sont donnés et des évènements, comme le salon du livre Livres dans la Boucle ou des marchés saisonniers comme le marché de Noël, y prennent place. Durant les fêtes de fin d'année, une grande roue y est installée.
Un carrousel, fidèle reproduction 1930, est en permanence sur la place.
C'est aussi très souvent le point de passage de nombreuses manifestations syndicales ou étudiantes.